# Ernest Charles Auguste Candèze

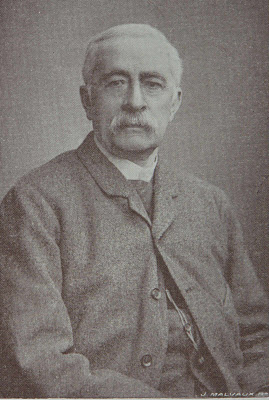
Ernest Charles Auguste Candèze

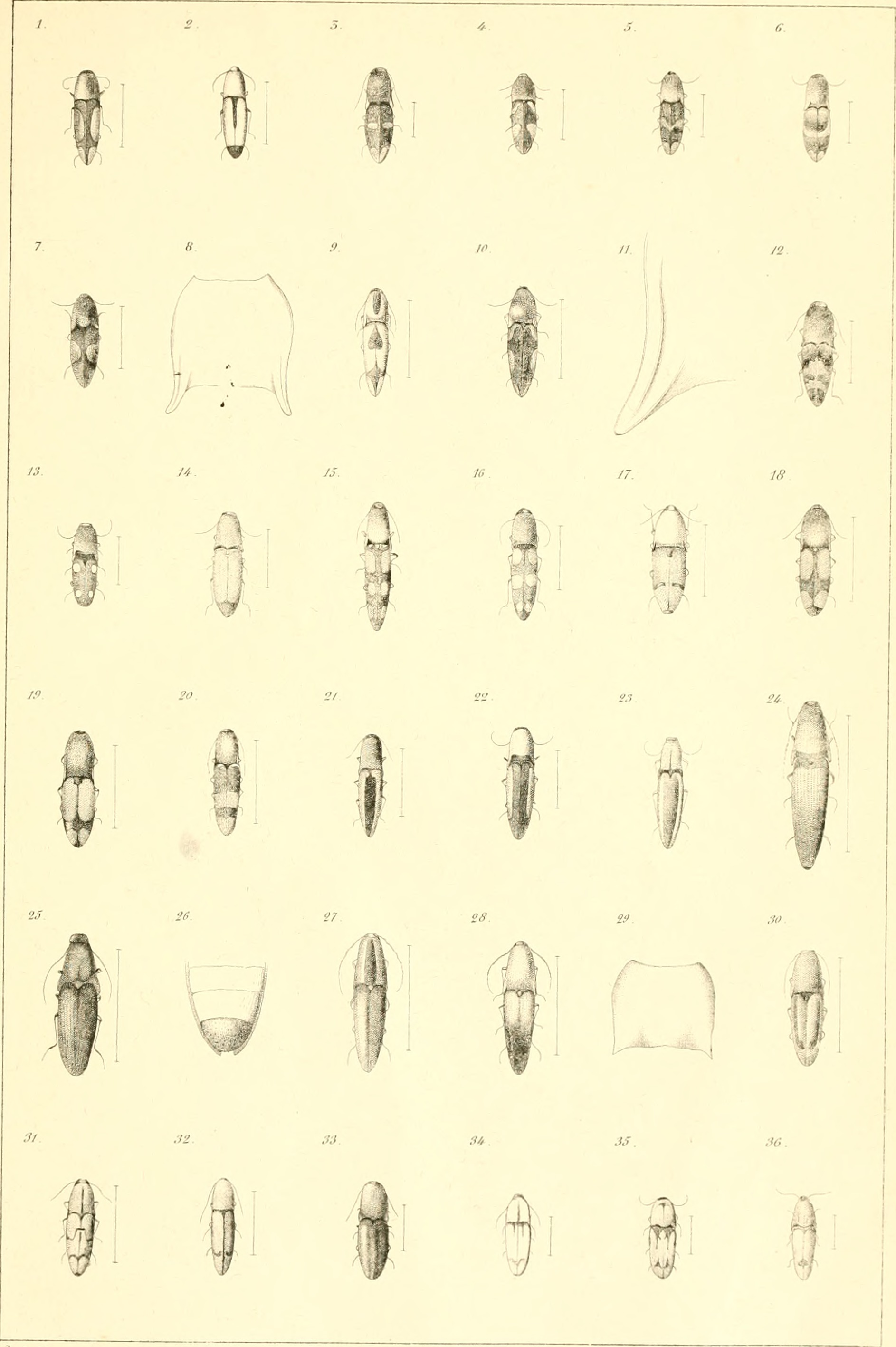
Aus Candèzes Monografie der Schnellkäfer (1857)

Ernest Charles Auguste Candèze (* 27. Februar 1827 in Liège, Belgien; † 30. Juni 1898 in Glain, Belgien) war ein belgischer Mediziner und Entomologe. Sein Forschungsschwerpunkt waren die Schnellkäfer (Elateridae), von denen er zahlreiche neue Arten beschrieb.

## Leben und Wirken
Nach einer vorausgehenden Ausbildung absolvierte Candèze ein Medizinstudium in Liège und in Paris. In Liège war er Schüler des Entomologen Jean Théodore Lacordaire, der vermutlich einen wichtigen Einfluss auf Candèzes Karriere als Entomologe hatte. Auf Lacordaires Empfehlung trat er den entomologischen Kreisen in Liège bei, wo ihn lange Freundschaften mit seinen Kollegen Félicien Chapuis (1824–1879), Edmond de Selys-Longchamps (1813–1900) und Robert McLachlan (1837–1904) verband. In der Folgezeit wurde Candèze Assistenzamtsarzt in einer großen Einrichtung für Geistesgestörte, wo er die Tochter des Direktors heiratete und anschließend selbst den Direktorenposten der Anstalt annahm, den er wenige Jahre später wieder aufgab.
Candèzes erste entomologische Publikation, ein Katalog über Käferlarven, entstand 1853 in Zusammenarbeit mit Félicien Chapuis. Am bekanntesten wurde jedoch Candèzes Monographie des Élatérides, die 1857, 1859, 1860 und 1863 in vier Bänden veröffentlicht wurde. Aus Freundschaft zum Verleger Pierre-Jules Hetzel (1814–1886) schrieb er auch populärwissenschaftliche Bücher, darunter Aventures d'un grillon (Paris, 1877), La Gileppe, les infortunes d'une population d'insectes (Paris, 1879) und Périnette, histoire surprenante de cinq moineaux (Paris, 1886).
1855 gehörte er gemeinsam mit Edmond de Sélys Longchamps zu den Gründungsmitgliedern der Koninklijke Belgische Vereniging voor Entomologie, in dessen Annalen Candèze seine Ausführungen über die Schnellkäfer für viele Jahre ergänzte. 1860 wurde er Fellow of the Royal Entomological Society. Ab 1858 war er korrespondierendes und ab 1864 ordentliches Mitglied der Académie royale des Sciences, des Lettres et des Beaux-Arts de Belgique.
Candèze trug in Abständen mehrere Sammlungen von Elateridae-Typen zusammen, wovon die erste und wichtigste, die des 1891 verstorbenen britischen Entomologen Edward Wesley Janson war. Heute befindet sich diese Kollektion im British Museum.
Neben seiner entomologischen Forschung war Candèze als Fotograf tätig. 1874 ließ er sich eine faltbare Kamera, den sogenannten Scénographe, patentieren.
Candèze war verheiratet und hatte fünf Kinder. Davon war sein Sohn Léon (1863–1926) ebenfalls ein bekannter Entomologe.

## Werke
- Catalogue méthodique des élatérides connus en 1890. 1891 doi:10.5962/bhl.title.47119
- Catalogue des larves des coléoptères, connues jusqu'a ce jour. avec la description de plusieurs espèces nouvelles. 1853 doi:10.5962/bhl.title.10014
- Monographie des élatérides. 1857–1863 doi:10.5962/bhl.title.8958
- Révision de la Monographie des élatérides. 1874 doi:10.5962/bhl.title.47120